# Карнејка (Јужна Каролина)
Карнејка (енгл. Coronaca) насељено је место без административног статуса у америчкој савезној држави Јужна Каролина.

## Демографија
По попису из 2010. године број становника је 191, што је 21 (12,4%) становника више него 2000. године.
| Група             | 2000.       | 2010.       |
| Белци             | 128 (75,3%) | 146 (76,4%) |
| Афроамериканци    | 40 (23,5%)  | 37 (19,4%)  |
| Азијати           | 0 (0,0%)    | 0 (0,0%)    |
| Хиспаноамериканци | 3 (1,8%)    | 7 (3,7%)    |
| Укупно            | 170         | 191         |